# Araruna (Paraná)
Araruna é um município brasileiro do estado do Paraná.

## História
O território onde se encontra o município de Araruna foi palco de inúmeras incursões castelhanas logo após o descobrimento do Brasil, já que, a partir deste período, os padres jesuítas fundaram e mantiveram por longo período suas famosas reduções. Um trecho onde se localiza a sede do município teria sido cortado por um dos ramais do Caminho do Peabiru, uma trilha pré-cabralina criada e utilizada por povos indígenas, que ligava o Chaco no Paraguai ao litoral brasileiro. Em virtude dessa estreita ligação com essa rota milenar, o pequeno e antigo povoado ararunense era conhecido como Caminho do Peabiru.
Mas foi apenas a partir de 1948, com a chegada das famílias de Paulo Toledo, João Antônio Rodrigues, Ernesto e João Martins Tavares, Sebastião Inácio de Faria, José Maria de Faria, Joaquim Emídio de Faria e tantos outros pioneiros que o povoado – inicialmente um sítio demarcado no alto de uma colina – começou a crescer, formando as primeiras lavouras de café e cereais da região.
Em 27 de janeiro de 1951, o povoado de Araruna foi elevado à categoria de Distrito Administrativo de Peabiru, pela Lei № 613. Na época, o novo distrito era formado por algumas casas, pela primeira capela dedicada a Santo Antônio e também por alguns estabelecimentos comerciais, como bares e mercearias.
Finalmente, em 26 de novembro de 1954, por meio da Lei Estadual № 253, foi criado o Município de Araruna. A instalação, contudo, se deu em 18 de novembro de 1955, tendo como primeiro prefeito Darvino Batista Guimarães.

## Estrutura administrativa
- Prefeito: Leandro Cesar de Oliveira
- Vice: Romildo Joaquim Souza

## Geografia
Localiza-se a uma latitude 23º55'54" sul e a uma longitude 52º29'47" oeste, estando a uma altitude de 610 metros.
Em grande parte do município o solo é arenoso, de baixo pH, e com uma pequena parte de terra roxa no sudeste do município.
Tem um clima seco em relação a capital do estado Curitiba, com verão quente e chuvoso e inverno temperado e seco.
Sua população estimada em 2022 era de 14.485 habitantes.
Faz divisas com as cidades de: Jussara (Norte); Terra Boa (Nordeste); Peabiru (Leste); Campo Mourão (Sudeste); Farol (Sul); Tuneiras do Oeste (Sudoeste); Cianorte (Oeste).

### Hidrografia
Os principais rios que passam pelo município são:
- Bacia do Rio Ivai: Rio Claro, Rio Ligeiro e Rio Guarita.
- Bacia do Rio Piquiri: Rio São Vicente, Rio Goio-ere e outros córregos.

### Divisões Municipais
Distrido de:
- São Vicente
- São Geraldo
- Nova Brasília

Bairros Urbanos:'
- Centro
- Beija-flor
- Jardim Vitória
- Jardim Esperança
- Santa Ana
- Batista Pintro
- Araucária
- San Marino
- Cidade Alta
- Primavera
- Alessia
- Jardim Novo Horizonte
- Jardim Sorriso
- Willage
- Jardim Aquário
- Jardim Bela Vista
- Araruama
- Jardim Furlaneto
- Jardim Santa felicidade
- Jardim Itália
- Jardim
- Jardim Santa Amélia
- Vila Rural Andorinha
- Vila Rural Sol Nascente
- Vila Rural

## Economia

### Agricultura
A base da economia do município está relacionada à atividade agropecuária, com plantações de soja, milho e trigo, além de culturas de mandioca, café e cana-de-açúcar. Também conta com pecuária de corte e leite e mais recentemente, avicultura.
O principal destino das safras colhidas no município são os dois entrepostos da cooperativa Coamo (um em Araruna e outro no bairro de Nova Brasília).

### Indústria
Existe uma grande quantidade de pequenas e médias indústrias na cidade. As atividades principais deste setor estão vinculadas à produção de alimentos e móveis, além da produção da indústria metalúrgica.

### Transportes
As rodovias que passam pelo município são:
- PR-465: ligação com Peabiru;
- PR-558: ligação com Campo Mourão;
- PR-567: ligação com São Lourenço e com a PR-323;
- BR-487 (Boiadeira): vem de Campo Mourão, passa por Araruna e vai a Tuneiras do Oeste;
- BR-272: ligação com Goioerê (esta rodovia passa por um pequeno trecho de cerca de 3 km dentro da área rural do município, entre os municípios de Campo Mourão e Farol).

Araruna ainda conta com 730 km de estradas rurais, interligando a sede do município, a várias comunidades rurais e a municípios vizinhos.